# Patrick Wingren
Patrick Wingren (* 6. Oktober 1969 in Jakobstad) ist ein finnischer Komponist, Pianist und Chorleiter sowie finnlandschwedischer Politiker und politischer Aktivist. 

## Musiker
Patrick Wingren gilt als einer der vielseitigsten Musiker Finnlands mit einem Repertoire, das sich von Pop- und Rockmusik über Gospel- und Jazzmusik bis zur klassischen Musik erstreckt. Er ist ein eminenter Jazzer sowie Dirigent des Männerchors MÄN. Wingrens Tonsprache ist tonal verankert, lyrisch melodisch und nicht selten mit populärmusikalischen Einflüssen behaftet. Er hat vor allem Vokalmusik dirigiert, darunter die Kantate Vidöppen blick (schwedisch, deutsch „weitgeöffneter Blick“; mit Text von Carina Nynäs) zum 50-jährigen Jubiläum des Martin-Wegelius-Instituts im Jahre 2006. Er ist Autor zahlreicher Aufführungen für den Wegeliuschor.

## Politiker und Aktivist
Wingren ist Mitglied der Schwedischen Volkspartei, die er seit den Europawahlen 2009 für die Bevorzugung bestimmter Kandidaten kritisiert.
Wingren hat später mit der Piratenpartei sympathisiert. Für eine politische Aktion, bei der er auf dem Marktplatz seiner Heimatstadt Jakobstad Snus verkaufte, wurde er im Dezember 2008 landesweit bekannt. Wingren wollte mit dieser Aktion eine Debatte über die Liberalisierung des Snus-Verkaufs anstoßen. Danach wurde er für den illegalen Verkauf von Snus strafrechtlich verfolgt und im August 2010 zu einer Geldstrafe von insgesamt 1.020 Euro verurteilt.